# ジャングル・ジョージ
『ジャングル・ジョージ』（George of the Jungle）は、同名のアニメ（邦題『ゆかいなターザン』）を基にした実写映画。この映画にはロマンチックコメディ要素も含まれている。制作はウォルト・ディズニー・カンパニー。1997年に劇場公開された。 主演はブレンダン・フレイザー。
続編『ジャングル・ジョージ2』ではジョージとアースラの間に息子ができている、という設定になっている。

## あらすじ
アフリカの心臓部と言われるブクヴ地区は、象やキリンやゴリラなどが暮らす野生動物の楽園だ。ある日、その地区のジャングルに旅客機が墜落する。幸い、乗客はみんな無事だったが、ジョージという名の赤ん坊だけが行方不明になってしまう。
それから25年後。ジャングルで育ったジョージは、たくましい若者に成長し、ジャングルの王になっていた。ジョージは、喋れるゴリラの「ゴリ」に育てられたため、人間の言葉を話せる。ペットには、子供の頃から育てた象の「ポチ」と、バナナのような嘴を持つオニオオハシの「トゥーキー」がいて、ジョージの周りはいつも賑やかだ。しかし、現地の人々は、ジャングルの奥には恐ろしい白ザルがいると噂していた。
そんなある日、サンフランシスコで暮らすアースラ・スタンホープが、このブクヴ地区に観光へやってくる。彼女の実家は大金持ちで、彼女は「シスコの女王」と呼ばれていた。アースラは、似たような育ちのライル・ヴァン・デ・グリートと婚約しており、近々結婚する予定だった。アースラは現地ガイドたちと楽しくやっていたが、ライルは彼女のことが心配で、頼んでもいないのに彼女を迎えにくる。ライルは道案内として、2人組の密猟者を雇っていた。
翌日、アースラが「ゴリラを見るまでは帰らない」と言うので、一行は危険な山へ入る。しかし、ライルが吊り橋の上でふざけて、ガイドに怪我をさせたため、一行はキャンプへ引き返す。一刻も早くシスコへ帰りたいライルは、アースラを連れて、2人だけでジャングルへ入る。途中で巨大なライオンに遭遇し、ライルはアースラを置き去りにして逃げ出す。ライオンに追い詰められ、ピンチを迎えたアースラを救ったのは、蔦のロープでやってきたジョージだった。ジョージは、気絶したアースラを抱きかかえ、ジャングルの奥地にある自宅へ連れて帰る。
キャンプへ戻ったライルは、「白ザルに彼女をさらわれた」と嘘をつき、ガイドたちとアースラの捜索を始める。一方、木の上にあるジョージの自宅で目を覚ましたアースラは、ゴリが話をするのを見て、再び気絶してしまう。人間の女性を初めて見たジョージは、美しいアースラに恋をする。
ジョージは、目を覚ましたアースラに状況を説明し、ポチや仲間たちを紹介する。アースラは、ライルが心配しているだろうと考え、ポチに乗ってキャンプへ帰ろうとする。しかし、ジョージと大自然を満喫しているうちに、ライルのことを鬱陶しく思うようになり、再びジョージの家に戻る。
アースラと時間を過ごすうち、ジョージは経験したことのない複雑な気持ちに襲われる。ゴリはジョージに、ゴリラ方式の求愛の仕方を教えてやる。ジョージは、早速ゴリラ方式でアースラに求愛してみるが、彼女には伝わらない。
その夜、ジョージとアースラは、お互いのお守りを見せ合う。ジョージは、幸運のお守りとして、抜歯してやったワニの虫歯を首からかけており、アースラはおもちゃの指輪をしていた。アースラはジョージに、お守りの指輪をくれる。
翌日、アースラの捜索を続けていたライルは、ジャングルの中で彼女の笑い声を聞く。ライルと2人組の密猟者は、銃を持って声のする方へ近づいていく。密猟者は、立派な象牙を持つポチを見て、銃を構える。異変に気付いたゴリは、人間の言葉でジョージに危険を知らせる。密猟者は、言葉を喋るゴリラを見て驚き、麻酔銃を使ってゴリを生け捕りにしようとする。ジョージは、銃を構えた男たちに向かって突進していき、ライルの流れ弾に当たってしまう。
ジョージの怪我は額を擦りむいた程度だったが、心配性のアースラは、最新の治療を受けさせるため、彼をシスコに連れて帰る。ポチとゴリを狙った2人組の密猟者は刑務所に収監され、後日追放処分となる。ライルは、ジョージを撃った罪で逮捕される。
シスコに到着したジョージは、初めて見る大都会に興奮していたが、あくまでマイペースを崩さない。ジョージは、アースラが暮らす高層マンションのベランダでも、ジャングルと同じように雄叫びを上げる。
アースラは、一連の事情をどうやって両親に説明するか悩んでいた。ライルは刑務所行きになってしまったし、自宅にはジョージがいる。しかも、明日はライルとの婚約パーティが開かれることになっていた。
アースラは、洋服を持たないジョージのために、デパートで高級スーツを買ってやる。車で走行中、娘と見知らぬ男が親しげに歩いているのを目撃したアースラの母親は、「あの男は誰なの?」と、しつこく電話をかけてくる。アースラは、まず父親に事情を話すことにして、父親の会社を訪ねる。しかし、娘の帰国と婚約を祝うサプライズパーティで歓迎されてしまい、何も話せなくなってしまう。
アースラの留守中、ジョージは家を抜け出し、勝手に街へ繰り出す。ジョージはあちこちでひと暴れした後、ベイ・ブリッジを見て興奮し、橋の頂上に登る。ちょうど橋には、パラセイラーの男が上空150メートルで引っかかってしまうという事故が起きており、その模様がテレビで生中継されていた。ジョージは、蔦のロープで移動する要領でパラセイラーに近づき、彼を助けようとする。その様子をテレビで見たアースラは、現場に駆けつけ、船を出してもらう。ジョージはパラセイラーを無事に救出し、パラシュートでアースラの乗る船に不時着する。アースラはジョージに抱きついて、彼の無事を喜ぶ。
一方、追放された2人組の密猟者は、まだゴリのことを諦めておらず、再びジャングルに入っていた。2人組は、麻酔銃でゴリを撃ち、オリに入れて移動を開始する。トゥーキーは、ゴリのピンチを知らせるため、シスコを目指して飛び立つ。
アースラは両親にアフリカであったことを説明し、「ライルとは結婚しない」と打ち明ける。父親は理解を示すが、母親はライルとの婚約破棄に大反対で、婚約パーティを決行する。
刑務所に収監中のライルの姿はなかったが、実家の大豪邸には大勢の招待客が集まり、盛大なパーティが開かれる。ワイルドな魅力を放つジョージは、アースラの友達に大人気だった。アースラは、彼のことをどう思っているのか、自分でもよくわからなかった。
アースラの母親はジョージを呼び出し、娘のことを諦めるよう説得する。自分がアースラには似つかわしくない男であることは、彼にも何となく理解できた。その夜、思い悩んでいるジョージの元へトゥーキーがやってきて、ゴリがさらわれたことを知らせる。ジョージは、眠っているアースラにワニの歯を握らせ、黙って姿を消す。
翌日、母親がジョージに身を引けと言ったことを知り、アースラは母親と口論になる。母親に「そんな愛、あっという間に冷めるわ」と言われ、アースラは初めてジョージを愛しているのだと自覚する。そして、迷うことなく、ジョージのいるジャングルへ向かう。
ゴリをさらった密猟者は、ずっと道に迷っており、最終的にジョージの家へ戻ってしまう。家に到着していたジョージは、ゴリを救うため、2人組と戦う。ポチやトゥーキーもジョージを援護し、2人組を退治する。丁度アースラも帰ってきて、ジョージに愛の告白をしようとする。
ところが、そこへ、脱獄してカルト教団に入っていたライルが、屈強な兵隊を引き連れてアースラを奪いにくる。ジョージは兵隊に捕まってしまい、アースラはライルに連れ去られる。しかし、仲間のゴリラたちが兵隊をやっつけ、ジョージを助けてくれる。ジョージは、蔦のロープでジャングルを猛スピードで移動し、急流に流されていたアースラを救い出す。そのまま流れていったライルは、メスゴリラに気に入られ、羽交い締めにされていた。
後日、ジョージとアースラはめでたく結婚式の日を迎え、ジャングルで結婚式を挙げる。シスコから来たアースラの両親や友人とジャングルの仲間たちは、賑やかに2人の結婚を祝う。ジャングルで暮らし始めた2人は、可愛い男児を授かり、3人で幸せに暮らす。ジョージは、アースラと息子を抱きしめ、幸せの雄叫びを上げるのだった。

## キャスト
※括弧内は日本語吹替。
- ジョージ - ブレンダン・フレイザー（檀臣幸）
- アースラ・スタンホープ - レスリー・マン（沢海陽子）
- ライル・ヴァン・デ・グルート - トーマス・ヘイデン・チャーチ（後藤敦）
- ゴリ - ジョン・クリーズ（大塚明夫）
- クワメ - リチャード・ラウンドトゥリー（長島雄一）
- マックス - グレッグ・クラットウェル（中多和宏）
- トール - アブラハム・ベンルービ（星野充昭）
- ベッツィ - ケリー・ミラー（佐藤しのぶ）
- ベアトリス・スタンホープ - ホランド・テイラー（藤波京子）
- アーサー・スタンホープ - ジョン・ベネット・ペリー（有本欽隆）
- ナレーター - キース・スコット（中村秀利）
- 子ザル / トゥーキー・トゥーキーの声 - フランク・ウェルカー

## スタッフ
- 監督：サム・ワイズマン
- プロデュース：デヴィッド・ホバーマン、ジョーダン・カーナー、ジョン・アヴネット
- 脚本：ダナ・オルセン
- 撮影：トーマス・E・アッカーマン
- プロダクション・デザイン：スティーブン・マーシュ
- 音楽：マーク・シャイマン
- 特殊効果スーパーバイザー：ティム・ランドリー
- アニメーションパート：ジム・ヘンソンズ・クリーチャーズ・ショップ
- 特殊効果：Dream Quest Images

## 備考
- この作品のナレーターは登場人物の妨害をしたり口出しをしたり、話が進むにつれて話を改変しようとするなどして第四の壁を壊す。